# Света (певица)
Светла́на Алекса́ндровна Колтуно́ва (род. 28 мая 1980, Ростов-на-Дону), больше известная просто как Све́та, — российская певица, автор и исполнительница своих песен.

## Биография и творчество
Светлана Александровна Колтунова родилась 28 мая 1980 года в Ростове-на-Дону. В возрасте пяти лет родители купили девочке пианино «Ростов Дон», которое певица хранит до сих пор, и на котором ею были написаны все будущие хиты. Училась сразу в двух музыкальных школах по классам: вокал и фортепиано. Училась в одном классе вместе с Василием Вакуленко (будущим рэпером Бастой). Окончила Ростовское училище искусств, Санкт-Петербургский государственный университет культуры и искусств по специальности «Режиссер-постановщик». Второе высшее образование получала в ИМПЭГНиУ им. К. В. Россинского (г. Краснодар) по специальности «Психология».
В 1998 году Света познакомилась с музыкантом Александром Поляковым (музыкантом группы «ППК»). Результатом их сотрудничества стал дебютный альбом певицы «Любовь», принёсший певице популярность.
Продажи альбома превзошли все ожидания. И в 2001 году Света представляет свои синглы «Что мне делать?» и «Твои глаза» широкой российской аудитории.
Осенью 2001 в родном городе певицы прошла презентация альбома «Другая».
Летом 2002 года Света выпустила новый диск «Вернись, моя любовь!». В записи этого диска принимали участие DJ Грув и Вячеслав Тюрин. В перерывах между гастролями Света написала песни для нового альбома «Самый нежный», который вышел 14 февраля 2003 года.
28 мая 2004 года в продажу поступил новый альбом Светы «Где найти любовь?».
1 мая 2005 года вышел диск «Не надо больше». Альбом отличается от предыдущих более электронным, в какой-то мере тяжёлым звучанием.
2007 год ознаменовался новым экспериментом — Света записала альбом с ростовскими музыкантами, в жанре поп-рок, проект получил название «Света и группа Амстердам».
В феврале 2009 года компания «Мистерия Звука» выпустила новый альбом Светы — «Сердце моё». В него вошли как совсем новые произведения, так и ремиксы на песни, ставшие ранее хитами. В том же 2009 году Света удостоилась премии «Золотой граммофон» за песню «Сердце моё».
Света сама пишет музыку и тексты для своих песен.
14 июля 2016 года ушла с набережной за 4 минуты до теракта в Ницце, когда выходец из Туниса на грузовике врезался в толпу людей.
В конце 2017 года совместно с Тимати Света выпустила ремейк на сингл 98 года «Дорога в аэропорт».
Света является частой участницей фестиваля Супердискотека 90-х, где вместе с группами Руки вверх, Краски, Пропаганда, Вирус и другими исполнителями 90-х годов исполняет свои хиты.

## Личная жизнь
Четверо детей. Сын от первого брака Никита (2001 г.р). Двое детей от второго брака: дочь Диана (2009 г.р.) и сын Ярослав (2012 г.р.). Сын от третьего брака Сергей (2020 г.р.).

## Дискография

### Студийные альбомы
- 1999 — Любовь (переиздан в 2001)
- 2001 — Другая
- 2002 — Вернись, моя любовь
- 2003 — Самый нежный
- 2004 — Где найти любовь?
- 2005 — Не надо больше (переиздан в том же году, + 2 песни)
- 2007 — Света и группа Амстердам
- 2009 — Сердце моё

### Макси-синглы
- 2001 — Что мне делать?
- 2002 — Лети за облака

### Сборники
- 2003 — Зеркала. Избранное
- 2004 — Grand Collection
- 2005 — Антология
- 2024 — Неизданное

### Концертные альбомы
- 2009 — Сердце моё Live

## Песни вне альбомов
- Зеркала (1996)
- Светит Луна (1998)
- Моё Солнце (1997)
- Уходи (другая версия) (1998)
- Увидимся (другая версия) (1999)
- Дорога в аэропорт 2003 (2003)
- Зеркала 2003 (2003)
- Ты не мой (другой вокал) (2003)
- Ты не мой (Lyrical Vol) (2004)
- Доброе утро (2004)
- Извини (feat. Русский Размер) (2004)
- Света и Русский Размер — Весна моя (2004)
- Света — Амиго (Тюрин mix)
- Света и Амстердам — Больше не могу (2006)
- Света и Амстердам — Амиго (другая версия) (2006)
- Света и Амстердам — Знать бы (2006)
- Света и Амстердам — Не обо мне (2006)
- Света и Амстердам — Сама хотела (2006)
- Света и Амстердам — Шёпотом (2006)
- Света и Геннадий Седов — Возможно (2008)
- Суперспортсмен (2008)
- Поздно (другая версия) (2008)
- Я не знаю (другая версия) (2009)
- Александр Яковлев и Света — Монитор (кавер на Русский Размер) (2010)
- По лезвию бритвы (Alex Menco radio edit) (2010)
- Дорога в аэропорт (2010 radio edit) (2010)
- Город Рая (feat. DJ Jump) (2010)
- Кораблик (2010)
- Пятый элемент (2010)
- Я улетела (2011)
- На красный свет (feat. DJ DreamTim) (2011)
- На красный свет (Acoustic) (feat. DJ DreamTim) (2011)
- Не новая игра (2012)
- Лондон-Москва (2012)
- Лови лови (2013)
- Ярко-красный (2013)
- Пару раз (2016)
- Дорога в аэропорт (feat. Тимати) (2017)
- Два взгляда (2017)
- Адажио (2018)
- Всё не серьёзно (2020)[10]
- Мы в машине (feat. Бакст) (2020)
- Что ты такое? (2022)
- Что ты такое? (Make One remix) (18.09.2022)
- Никогда не поздно (2022)
- Что мне делать (feat. Gayazovs Brothers) (2023)